# Gary McKinnon
Gary McKinnon (Glasgow, 1966. február 10.) egy skóciai születésű hacker. Jelenleg kiadatási eljárás folyik ellene az Amerikai Egyesült Államok részéről, mivel azzal vádolják, hogy 2001-2002 között 97 amerikai katonai és NASA-gépet tört fel.
A férfi aki feltörte a NASA-t, hogy bizonyítékot találjon az UFO-kra

A Sunnak nyilatkozva McKinnon azt állította, hogy "több ezer" képet talált, amelyek közül az egyik egy szivar alakú idegen űrhajót ábrázol.
McKinnon 2001 februárja és 2002 márciusa között jutott hozzá a képekhez, és biztos benne, hogy az űrügynökség "eltitkolja a földönkívüli élet bizonyítékait".
Kifejtette: "Tény, hogy az égboltunkon olyan objektumok repkednek, amelyeket nem értünk, és az is tény, hogy tudományos, hírszerzési és katonai részlegek vizsgálják ezeket az objektumokat".
"Teljesen ledöbbentem, és ezek a mappák még több ezer képet tartalmaztak".
2008-ban Asperger-szindrómát diagnosztizáltak nála.

## Fordítás
- Ez a szócikk részben vagy egészben a Gary McKinnon című angol Wikipédia-szócikk ezen változatának fordításán alapul.  Az eredeti cikk szerkesztőit annak laptörténete sorolja fel. Ez a jelzés csupán a megfogalmazás eredetét és a szerzői jogokat jelzi, nem szolgál a cikkben szereplő információk forrásmegjelöléseként.